# Pandemia de COVID-19 em Maurício
Este artigo documenta os impactos da pandemia de COVID-19 em Maurício(português brasileiro) ou Maurícia(português europeu) e pode não incluir todas as principais respostas e medidas contemporâneas.

## Linha do tempo
Em 18 de março, os 3 primeiros casos de COVID-19 em Maurício foi confirmado pelo primeiro-ministro Pravind Jugnauth. Em 19 de março, Jugnauth anunciou que o país entraria em quarentena por um período de duas semanas. O primeiro caso, um homem de 59 anos de idade que viajou ao Reino Unido, voltou para o país em 7 de março e não apresentou sintomas. O segundo, um jovem de 21 anos de idade que trabalhava num cruzeiro, voltou ao país em 14 de março e foi colocado em quarentena.
Seguidamente, no mesmo dia, um homem de 25 anos, que também trabalhava num cruzeiro, apresentou sintomas e foi colocado em quarentena. Em 19 de março, o primeiro-ministro anunciou mais 4 casos. Em 20 de março, mais 5 casos foram confirmados, elevando o número total para 12. Os cinco afetados eram parentes do primeiro paciente, consistindo em três mulheres com 15 anos, 40 anos e 56 anos de idade, além de dois homens de 52 anos e 67 anos de idade, respectivamente. Como medida profilática, em 20 de março, durante a quarentena, apenas serviços essenciais – polícia, hospitais, clínicas médicas, clínicas privadas e bombeiros – além de certas atividades econômicas – shoppings, bancos, supermercados, padarias e farmácias - operariam para o público ao lado do transporte público. No mesmo dia, o governo do país.
Em 21 de março, o governo anunciou a primeira morte decorrente do vírus no país. tratando-se de um homem que havia viajado à Bélgica em 21 de fevereiro. Inicialmente, não apresentou sintomas; em 17 de março, começou a tossir e foi levado ao hospital. Com quadro de comorbidade piorado pela diabetes, o paciente passou a desenvolver problemas respiratórios.
Em 22 de março, 10 novos casos foram confirmados no país.